# Billete de cinco colones costarricenses
El billete de 5 colones fue, desde 1939 y hasta 1986, un billete de colón costarricense de valor bajo, usado durante el siglo XX. Es uno de los billetes más célebres de Costa Rica, siendo considerado uno de los más bellos del mundo. 
En la actualidad, a pesar de encontrarse retirado, circula como souvenir en el mercado costarricense. Su último tiraje, en 1992, fue realizado como una medida para combatir la reventa.
Se ve caracterizado, en su anverso por el retrato del presidente Rafael Iglesias Castro junto al dibujo de dos guarias moradas; flor nacional de Costa Rica; obra del artista costarricense Rafael Lucas Rodríguez y en su reverso, por la obra alegoría del café y el banano, del artista italiano Aleardo Villa. Su color principal es el verde.

## Anverso
El retrato del presidente Rafael Iglesias Castro, en color verde olivo, a la izquierda, protagoniza el billete. Sería durante el gobierno Iglesias que se instauraría el colón como moneda del país, se inauguraría el Teatro Nacional y se crearía el tren al Atlántico. 
A la derecha, se encuentra un dibujo de dos Guarianthe skinneri, flor nacional de Costa Rica, creado por el biólogo Rafael Lucas Rodríguez. 
En la parte superior derecha se muestra la leyenda "BANCO CENTRAL DE COSTA RICA", bajo la cual se encuentran: la ciudad de emisión, la fecha de emisión y el número de acuerdo de Junta Directiva que autorizó la emisión.
En la parte inferior derecha se muestra la leyenda "CINCO COLONES", sobre la cual se encuentran las firmas del Presidente Ejecutivo y Gerente del Banco Central de Costa Rica.
En el extremo izquierdo, bajo la línea del centro, se encuentra en color rojo la serie del billete.
En las esquinas superior izquierda e inferior derecha se muestra de forma diagonalmente opuesta, el número "5" en fuente estilizada describe la denominación del billete. En sentido contrario a estas, se encuentra el número de serie en color rojo.

## Reverso
El mural Alegoría del café y el banano, del pintor italiano Aleardo Villa, se muestra al centro del billete de cinco colones. Este mural se encuentra en el techo del Teatro Nacional de Costa Rica y fue elaborado por el pintor, bajo encargo del Marqués de Peralta, mediante descripciones hechas por correspondencia; razón por la cual esta contiene distintos detalles erróneos, como la forma de agarrar el racimo de bananos.
En la parte superior se muestra la  "BANCO CENTRAL DE COSTA RICA".
En la parte inferior se muestra la leyenda "CINCO COLONES".
En las esquinas superiores, a lo interno de un óvalo, el número "5" en fuente estilizada que describe la denominación del billete.

## Historia
El billete de 5 colones costarricenses, fue emitido en 1968, bajo la serie D.  Esta serie incluiría un nuevo diseño, pero mantendría el tradicional color verde (en un tono diferente al anterior), fue dedicado al Presidente de la República Rafael Iglesias Castro, junto a este se encuentra la flor nacional Guarianthe skinneri y en su se muestra anverso el mural Alegoría del café y el banano, del pintor italiano Aleardo Villa. Sería durante el gobierno de Iglesias Castro que se crearía el colón como divisa de Costa Rica y se inauguraría el Teatro Nacional, donde se encuentra el mural en cuestión.
Fue el segundo billete de menor denominación de su familia y circuló hasta 1983, cuándo fue remplazado por una moneda de misma denominación. Su reemplazo fue gradual, mediante el cese de emisión y el canje voluntario de este por las nuevas monedas. Este cambio fue provocado por la rápida devaluación que tuvo este billete, mismo que a finales del siglo XX únicamente alcanzaba para comprar un par de confites. No obstante, a pesar de su bajo valor, gracias a su diseño icónico se volvería, hasta la fecha,  un popular souvenir  entre turistas y nacionales.
Su emisión total fue de aproximadamente 65.000.000 de ejemplares, de los cuales se retiraron 50.000.000
Historia de los diseños de billetes de cinco colones
A través de la historia, han existido múltiples ediciones del billete de 5 colones, emitidas por diversos entes y con motivos diferentes.
| |
| Anverso billete 5 colones, serie A, 1903, emitido por el Banco Anglo Costarricense, con Juan Mora Fernández como protagonista. |

|          |
| Reverso. |

| |
| Anverso billete 5 colones, serie F, 1939, emitido por el Banco Nacional de Costa Rica, con Juan Mora Fernández como protagonista. |

|          |
| Reverso. |

| |
| Anverso billete 5 colones, serie B, 1961, emitido por el Banco Central de Costa Rica, con Braulio Carrillo Colina como protagonista. |

|         |
| Reverso |

| |
| Anverso billete 5 colones, serie C, 1964, emitido por el Banco Central de Costa Rica, con Braulio Carrillo Colina como protagonista. |

|         |
| Reverso |

Ediciones conmemorativas
Existen 2 ediciones conmemorativas del billete de 5 colones. Estas, se caracterizan por un sello circular, centrado a la derecha, con las fechas de los aniversarios en el centro, rodeados por la descripción de la conmemoración.
|                                                               |
| Edición alusiva al 150 aniversario de la independencia, 1971. |

|                                                                          |
| Edición alusiva al 25 aniversario del Banco Central de Costa Rica, 1975. |